# Typhliasina pearsei
Typhliasina pearsei är en fiskart som först beskrevs av Hubbs, 1938.  Typhliasina pearsei ingår i släktet Typhliasina och familjen Bythitidae. IUCN kategoriserar arten globalt som sårbar. Inga underarter finns listade i Catalogue of Life.